# Науру на літніх Олімпійських іграх 2020
Науру на літніх Олімпійських іграх 2020 представляли два спортсмени у двох видах спорту.